# Phyllis Thaxter
Phyllis St. Felix Thaxter (* 20. November 1919 in Portland, Maine; † 14. August 2012 in Longwood, Florida) war eine US-amerikanische Film- und Theaterschauspielerin.

## Leben
Phyllis Thaxter wuchs als Tochter von Sidney St. Felix Thaxter, einem Richter am Supreme Court von Maine, und dessen Frau Marie Phyllis (Schuyler) Thaxter, einer Theaterschauspielerin, in Portland heran. Sie hat zwei Schwestern und einen Bruder. Ihre Schulausbildung genoss sie unter anderem an der St Genevieve School im kanadischen Montreal und der Deering High School in ihrer Heimatstadt Portland. Nachdem sie in den Sommerferien bereits in verschiedenen Theatergruppen erste Erfahrungen als Schauspielerin sammeln konnte, zog sie im Alter von 18 Jahren nach New York City. Hier stand sie ab April 1940 an der Seite von Montgomery Clift und Lynn Fontanne im Stück There Shall Be No Night am Broadway auf der Bühne.
Ihr Debüt als Filmschauspielerin gab Thaxter 1944 als Darstellerin im Kriegsfilm Dreißig Sekunden über Tokio. Stand sie zu Beginn ihrer Karriere meist in Kinofilmen vor der Kamera, richtete sie ihr Augenmerk zu Beginn der 1950er Jahre auf den Bereich Fernsehen. So stand sie unter anderem 1959 in Wagon Train, 1969 in Bonanza oder 1973 in Love Story vor der Kamera.
Thaxter, die kurze Zeit mit ihrem ehemaligen Bühnenkollegen Montgomery Clift liiert war, heiratete am 11. November 1944 den Filmproduzenten James T. Aubrey. Im Dezember 1945 wurde ihre Tochter Schuyler Susan Aubrey geboren, die später ebenfalls als Schauspielerin arbeitete. Ihr zweites Kind, Sohn James Aubrey junior, wurde im Januar 1953 geboren. 1962 ließen sich Phyllis Thaxter und James T. Aubrey scheiden. Im Dezember desselben Jahres trat sie mit dem Verleger Gilbert Lea vor den Traualtar, mit dem sie bis zu seinem Tod, im Mai 2008, verheiratet war.
Durch die kurzlebige Ehe ihrer Tochter mit dem mexikanischen Filmproduzenten Ilya Salkind bekam Thaxter ihre wohl bekannteste Rolle offeriert. In der Comicverfilmung Superman aus dem Jahr 1978, den Salkind als Executive Producer betreute, verkörperte Phyllis Thaxter Martha Kent, die Adoptivmutter des Superhelden. Es war auch eine ihrer letzten Rollen. Nach einem Gastauftritt in der Fernsehserie Mord ist ihr Hobby (1992) zog sich Phyllis Thaxter ins Privatleben zurück.
Zuletzt lebte Thaxter zurückgezogen in Vero Beach im Indian River County, Florida. Sie starb im August 2012 im Alter von 92 Jahren an der Alzheimer-Krankheit.

## Filmografie (Auswahl)
- 1944: Dreißig Sekunden über Tokio (Thirty Seconds Over Tokyo)
- 1945: Weekend im Waldorf (Week-End at the Waldorf)
- 1947: Endlos ist die Prärie (The Sea of Grass)
- 1947: Liebe auf den zweiten Blick (Living in a Big Way)
- 1948: Akt der Gewalt (Act of Violence)
- 1948: Nacht in der Prärie (Blood on the Moon)
- 1950: Menschenschmuggel (The Breaking Point)
- 1950: Entgleist (No Man of Her Own)
- 1951: Jim Thorpe -- All-American
- 1951: Das letzte Fort (Fort Worth)
- 1951: Come Fill the Cup
- 1952: Gegenspionage (Springfield Rifle)
- 1952: Der tote Zeuge (Operation Secret)
- 1955: Revolte im Frauenzuchthaus (Women’s Prison)
- 1956–1964: Alfred Hitchcock Presents (Fernsehserie, 9 Folgen)
- 1964: Henrys Liebesleben (The World of Henry Orient)
- 1964: Auf der Flucht (The Fugitive; Fernsehserie, 1 Folge)
- 1964: Preston & Preston (The Defenders, Fernsehserie, 1 Folge)
- 1967–1971: FBI (Fernsehserie, 3 Folgen)
- 1969: Bonanza (Fernsehserie, Folge The Clarion)
- 1972: Cannon (Fernsehserie, 1 Folge)
- 1975: Barnaby Jones (Fernsehserie, 1 Folge)
- 1976: Once an Eagle (Fernseh-Miniserie, 5 Folgen)
- 1978: Superman (Superman)
- 1992: Mord ist ihr Hobby (Murder, She Wrote; Fernsehserie, 1 Folge)

## Auszeichnung
- Stern am Hollywood Walk of Fame (Kategorie Film)